# Зујевка
Зујевка (рус. Зуевка) град је у Русији у Кировској области. Према попису становништва из 2010. у граду је живело 11198 становника.

## Становништво
| 1939.  | 1959.  | 1970.  | 1979.  | 1989.  | 2002.  | 2010.  |
| ------ | ------ | ------ | ------ | ------ | ------ | ------ |
| 12.440 | 19.903 | 17.001 | 16.162 | 16.112 | 12.600 | 11.198 |